# Andre Tricoteux
Andre Tricoteux ist ein kanadischer Schauspieler und Stuntman, der durch seine Rolle des Colossus in Deadpool aus dem Jahr 2016 international bekannt wurde.

## Leben
Der 2,10 Meter große Tricoteux startete 2011 in To the Mat seine Filmkarriere.  Anfangs war er überwiegend  Komparse und hatte seinen Schwerpunkt in Stunts. 2012 durfte er in einer Folge von Steven Seagals True Justice mitwirken. Es folgten Auftritte in überwiegend einer Episode verschiedener kanadischer TV-Serien. 2013 war er in dem Fernsehfilm Der große Schwindel zu sehen. Eine wiederkehrende Rolle hat er seit 2016 als Chief in iZombie inne. Dort spielt er unter anderem gemeinsam mit Rose McIver oder David Anders. 2016 verkörpert er in Deadpool den Superheld Colossus, der zuvor von Daniel Cudmore gespielt wurde. In Warcraft: The Beginning übernahm er abermals Stuntarbeiten.

## Filmografie (Auswahl)

### Schauspieler
- 2011: To the Mat (Fernsehfilm)
- 2012: True Justice (Fernsehserie, Episode 2x03)
- 2012: The Movie Out Here
- 2013: Health Nutz (Fernsehserie, Episode 2x05)
- 2013: Arctic Air (Fernsehserie, Episode 2x05)
- 2013: Continuum (Fernsehserie, Episode 2x01)
- 2013: Motive (Fernsehserie, Episode 1x13)
- 2013: King & Maxwell (Fernsehserie, Episode 1x4)
- 2013: Der große Schwindel (Swindle, Fernsehfilm)
- 2013: Ice Soldiers
- 2013, 2015: Once Upon a Time – Es war einmal … (Once Upon a Time, 2 Episoden)
- 2014: Psych (Fernsehserie, Episode 8x9)
- 2014: Bad City
- 2015: Impastor (Fernsehserie, 2 Episoden)
- 2015: The Legend of Davy Crockett (Fernsehfilm)
- 2015–2017: iZombie (Fernsehserie, 12 Episoden)
- 2016: DC’s Legends of Tomorrow (DC’s Legends of Tomorrow, Fernsehserie, Episode 1x05)
- 2016: Deadpool
- 2016: Countdown – Ein Cop sieht rot (Countdown)
- 2016: Kindergarten Cop 2
- 2016: Electra Woman and Dyna Girl (Miniserie, Episode 1x01)
- 2016: Arrow (Fernsehserie, Fernsehserie, Episode 5x01)
- 2016: Travelers – Die Reisenden (Travelers, Fernsehserie, Episode 1x05)
- 2016: Van Helsing (Fernsehserie, Episode 1x12)
- 2016–2019: The Flash (Fernsehserie, 12 Episoden)
- 2017: The 100 (Fernsehserie, Episode 4x09)
- 2017: Ice (Fernsehserie, Episode 1x02)
- 2018: Altered Carbon – Das Unsterblichkeitsprogramm (Altered Carbon, Fernsehserie, 3 Episoden)
- 2018: Supernatural (Fernsehserie, Episode 13x14)
- 2018: Riverdale (Fernsehserie, Episode 2x21)
- 2018: Take Two (Fernsehserie, Episode 1x01)
- 2018: The Mission (Fernsehfilm)
- 2019: Benchwarmers 2: Breaking Balls
- 2019: Charmed (Fernsehserie, 3 Episoden, verschiedene Rollen)
- 2021: Snowpiercer (Fernsehserie, 5 Episoden)
- 2021: Airbnb: Strangers (Kurzfilm)
- 2022: The Umbrella Academy (Fernsehserie, 2 Episoden)
- 2022: Reginald the Vampire (Fernsehserie, 2 Episoden)
- 2022: Immer für dich da (Firefly Lane, Fernsehserie, Episode 2x03)
- 2023: Disquiet
- 2025: Henry Danger – Der Film (Henry Danger: The Movie)

### Stunts
- 2011: To the Mat (Fernsehfilm)
- 2011: Divine: The Series (Fernsehserie, Episode 1x05)
- 2012: True Justice (Fernsehserie, Episode 2x03)
- 2013: Arctic Air (Fernsehserie, Episode 2x05)
- 2014: Die Spielzeugfabrik (Some Assembly Required, Fernsehserie, Episode 1x01)
- 2014: See No Evil 2
- 2014: Seventh Son
- 2015: Red Machine – Hunt or Be Hunted (Into the Grizzly Maze)
- 2016: Deadpool
- 2016: Countdown – Ein Cop sieht rot (Countdown)
- 2016: Warcraft: The Beginning (Warcraft)
- 2016: Legends of Tomorrow (DC’s Legends of Tomorrow, Fernsehserie, Episode 2x05)
- 2018: Deadpool 2
- 2023: Peter Pan & Wendy